# 3562 Ignatius
3562 Ignatius este un asteroid din centura principală, descoperit pe 8 ianuarie 1984 de Joe Wagner.